# Campionato Europeo UEFS 1989
Il primo Campionato europeo di futsal (calcio da sala) denominato Eurofutsal, organizzato dalla UEFS si è svolto in Spagna, a Madrid, nel 1989 ed ha visto la partecipazione di otto formazioni nazionali.

## Classifica finale
- Portogallo
- Spagna
- Cecoslovacchia
- Israele
- Paesi Bassi
- Italia
- Francia
- Ungheria